# Marcos Moraes
Marcos Fernando de Oliveira Moraes (Palmeira dos Índios, Alagoas, 10 de agosto de 1936 – 4 de maio de 2020) foi um médico brasileiro.
Foi eleito membro da Academia Nacional de Medicina em 1997, da qual foi presidente de 2007 a 2009 e de 2011 a 2013.